# 和田英太郎
和田 英太郎（わだ えいたろう、1939年9月21日 - ）は、日本の地球化学者。京都大学名誉教授、総合地球環境学研究所名誉教授。独立行政法人海洋研究開発機構・地球環境フロンティアセンターの生態系変動予測プログラムディレクター。
大学院時代の窒素同位体測定から始まり、同位体比の調査を行う。安定同位体を切り口として、生物地球化学研究の基礎を構築した。のちに環境学などにも研究分野を広げ、現在では生態系変動予測モデルの研究を行っている。
2008年、「流域単位の生態系の多様な構造の解明と環境変動への応答に関する研究」で日本学士院エジンバラ公賞を受賞。

## 略歴
- 1962年（昭和37年） 東京教育大学理学部化学科卒業
- 1964年（昭和39年） 東京教育大学理学研究科修士課程修了
- 1967年（昭和42年） 東京教育大学理学研究科博士課程修了　東京教育大学 理学博士　「Nitrogen in the sea 」
- 1967年（昭和42年） 東京大学海洋研究所助手
- 1974年（昭和49年） テキサス大学海洋研究所客員研究員
- 1976年（昭和51年） 三菱化成生命科学研究所室長
- 1989年（平成元年） 三菱化成生命科学研究所部長
- 1991年（平成3年） 京都大学生態学研究センター教授
- 1996年（平成8年） 京都大学生態学研究センター長
- 2001年（平成13年） 総合地球環境学研究所教授
- 2004年（平成16年） 海洋研究開発機構 地球環境フロンティア研究センター・生態系変動予測プログラムディレクター[2][3]

## 受賞
- 1973年（昭和48年） 岡田賞（日本海洋学会）
- 1995年（平成7年） 日本地球化学会賞
- 2001年（平成13年） 三宅賞（地球化学研究協会）
- 2002年（平成14年） ロシア・シベリア地区科学アカデミー栄誉教授
- 2008年（平成20年） 日本学士院エジンバラ公賞
- 2013年（平成25年）11月 瑞宝中綬章[4]

## 主な著書
- 『環境学入門3 地球生態学』岩波書店、2002年
- 『流域環境学 流域ガバナンスの理論と実践』監修、京都大学学術出版会、2009年